# Risorsa critica
In informatica, si definisce risorsa critica un tipo di risorsa che deve essere utilizzata dai processi in mutua esclusione. In particolare il termine è legato allo studio dei sistemi operativi.
Una risorsa è critica quando due o più processi vogliono accedervi e quindi utilizzarla contemporaneamente, ma per propria caratteristica la risorsa è utilizzabile solo da un processo alla volta. In questi casi un solo processo accede ed utilizza la risorsa, mentre l'altro o gli altri debbono aspettare che la risorsa ritorni libera, cioè che venga rilasciata dal primo processo.
Se i processi che vogliono accedere alla risorsa hanno bisogno uno dell'altro per evolvere, devono essere coordinati. Questo problema è alla base degli studi sul controllo della concorrenza.
Fra le principali risorse critiche ci sono il processore, la memoria, il disco e la stampante, la rete.
Lo studio delle risorse critiche è diventato di particolare importanza con l'introduzione di sistemi operativi di tipo multitasking e multithreading.
L'insieme di istruzioni del processo che utilizzano una risorsa critica è detta sezione critica.